# Monstrum II
Monstrum II je miniturné kapely Dymytry, které čítá pouze dva velké koncerty v Praze a Ostravě. Turné je reakcí na velký úspěch jarního koncertu Monstrum v Praze, který byl vyprodán více než dva měsíce předem. Na každém z koncertů bude hostem německá kapela (v Praze Hämatom a v Ostravě Megaherz).

## Line-up
Hämatom (Praha)
- „Nord“ – Torsten Scharf (zpěv)
- „Ost“ – Jacek Żyła (kytara)
- „West“ – Peter Haag (basová kytara)
- „Süd“ – Frank Jooss (bicí)

Megaherz (Ostrava)
- Alexander „Lex“ Wohnhaas (zpěv)
- Christian „X-ti“ Bystron (kytara)
- Christoph „Chris“ Klinke (kytara)
- Werner „Wenz“ Weninger (basová kytara)
- Rolf Hering (bicí)

Dymytry:
- Jan „Protheus“ Macků (zpěv)
- Jiří „Dymo“ Urban (kytara)
- Jan „Gorgy“ Görgel (kytara)
- Artur „R2R“ Michajlov (basová kytara)
- Miloš „Mildor“ Meier (bicí)

## Setlisty

### Hämatom
1. Intro
2. Zeit für neue Hymnen
3. Mein Leben
4. Ahoi
5. Lauter
6. Kids (2 Finger an den Kopf) - Marteria cover
7. Lichterloh
8. Auge um Auge
9. Made in Germany
10. Mörder
11. Ikarus Erben
12. Wir sind Gott
13. Ser na systém (variace Fick das System)

### Megaherz
1. Vorhang auf
2. Zombieland
3. Horrorclown
4. Komet
5. 5. März
6. Glas Und Tränen

### Dymytry
(Praha)
1. Intro
2. Ne nikdy
3. Věrni zůstaneme
4. Pod vodou
5. Z pekla
6. S nadějí
7. Jsem nadšenej
8. Gorgy - kytarové sólo
9. Pot a krev
10. Hrad z písku
11. Benzín
12. R2R - sólo na baskytaru
13. Harpyje
14. Média
15. Videodokument
16. Sedmero krkavců
17. Ztracená generace
18. Lunapark (feat. Jiří Urban)
19. Miloš Meier - bubenické sólo
20. Barikády
21. Ocelová parta
22. Dej Bůh štěstí

Přídavky
1. Ghostbusters (feat. Hämatom)
2. Behind the Mask (feat. Hämatom)
3. Žít svůj sen (jen Protheus a Dymo, unplugged)
4. Strážná věž
5. Outro

## Harmonogram turné
| Datum             | Město   | Místo             | Host     | Poznámka  |
| ----------------- | ------- | ----------------- | -------- | --------- |
| 19. prosince 2018 | Praha   | Forum Karlín      | Hämatom  | vyprodáno |
| 21. prosince 2018 | Ostrava | Trojhalí Karolina | Megaherz |           |